# 20 kärleksdikter och en förtvivlad sång
20 kärleksdikter och en förtvivlad sång (från spanska: Veinte poemas de amor y una canción desesperada) är en samling romantiska dikter av den chilenska poeten Pablo Neruda publicerade 1924, då Neruda var endast 19 år gammal. Det var hans andra publicerade samling och blev hans genombrott som poet. På grund av det explicita erotiska innehållet blev diktsamlingen kontroversiell, mycket på grund av författarens låga ålder. 
Genom åren har 20 kärleksdikter blivit ett av Nerudas mest kända verk som har sålts i miljontals exemplar och har översatts till många språk. På svenska gavs den ut första gången 1968 i översättning av Peter Landelius.